# Mozzo (nautica)
Il mozzo è il componente di un equipaggio marittimo che, a bordo di un'unità navigante, ha il ruolo di svolgere mansioni di coperta.
Nelle marine militari mondiali una figura simile al mozzo è l'allievo, il grado militare più basso della gerarchia militare.

## Descrizione

### Mansioni
I compiti che vengono affidati sono quelli assegnati dal nostromo. I compiti più comuni a tutti i mozzi sono quelli di effettuare la manovra in entrata e uscita della nave dal porto posando cavi di ormeggio, lavaggio della nave e compiti vari. Il mozzo svolge una serie di attività ausiliarie necessarie per il governo e la navigazione di una imbarcazione. Le sue attività possono comprendere: ormeggiare l'imbarcazione con funi, curare carico, scarico e immagazzinamento sulla nave di veicoli e container, pulire il ponte e gli altri ambienti della nave, controllare il buon funzionamento delle attrezzature e degli impianti della nave, segnalando eventuali guasti.

### Promozione a marinaio
Dopo aver compiuto 18 anni di età ed aver effettuato almeno ventiquattro mesi complessivi di navigazione dei quali almeno dodici in servizio di coperta può essere conseguita la qualifica di marinaio. Il marinaio funge da vedetta e/o da timoniere sul ponte di comando.

## Nel mondo
In alcune marine militari esiste con varie denominazioni come quella di marinaio di 3ª classe o nel caso di marine militari del Sudamerica quella di "grumete".

### Italia
In Italia dopo la costituzione della Regia Marina il mozzo era il grado più basso nella categoria marinai, inferiore al marinaio di 3ª classe. Il grado venne abolito nel 1873 insieme al grado di marinaio di 3ª classe e il grado più basso divenne quello di marinaio di 2ª classe. Nel 1878 venne ripristinato il grado di marinaio di 3ª classe e nel 1888 venne istituito il grado di marinaio di 4ª classe. Nel 1890 vennero aboliti i gradi di marinaio di 4ª classe e di marinaio di 3ª classe e venne ripristinato il grado di mozzo, quale grado più basso della Regia Marina, inferiore a marinaio di 2ª classe. Nel 1897 i gradi di marinaio di 2ª classe e di marinaio di 1ª classe assunsero la denominazione rispettivamente di marinaio e marinaio scelto. Nel 1908 i gradi di marinaio e marinaio scelto assunsero la denominazione, comune a tutte le categorie di comune di 2ª classe e comune di 1ª classe mentre la denominazione di mozzo venne sostituita con comune di 3ª classe grado questo non più esclusivamente della categoria marinai, ma comune a tutte le categorie e abolito tra le due guerre mondiali.
Nella Marina del Regno delle Due Sicilie il mozzo era detto "grumetto", termine di chiara derivazione spagnola. 
Nella marina mercantile italiana l'unico requisito per essere iscritti come mozzo nelle liste della gente di mare di 1ª Categoria è aver compiuto sedici anni di età; dopo aver effettuato almeno dodici mesi di navigazione può conseguire la qualifica di Giovanotto di coperta. Compiti del giovanotto di coperta sono l'ordinaria manutenzione e le attività giornaliere del settore coperta quali la pitturazione e il picchettaggio della ruggine.

### Colombia
Nella Marina colombiana i giovani minori di 22 anni possono chiedere di essere ammessi a frequentare i corsi della Escuela Naval de Suboficiales ARC "Barranquilla" ubicata nella omonima città per diventare poi, dopo due anni di studio Suboficial Naval in una delle seguenti aree: Amministrazione marittima, Elettromeccanica, Elettronica, Idrografía, Oceanografia e Sanità navale, per operare poi a bordo delle unità navali e nella fanteria di marina.

### Paraguay
In Paraguay i giovani che hanno compiuto 18 anni di età e hanno ultimato gli studi secondari possono essere ammessi a frequentare la Escuela de Formación de Suboficiales de la Armada Paraguaya, meglio conosciuta per motivi storici come "Escuela de Especialidades"; le prove di ingresso prevedono esami medici, esami psicotecnici, fisici e intellettuali. Dopo il loro ingresso nella scuola conseguono la qualifica di Grumetes, uscendone dopo due anni con il grado di Suboficial de 3ª entrando a far parte dei quadri permanenti dei sottufficiali. La escuela ha la sua sede nel Barrio Sajonia (quartiere Sassonia) di Asunción. Gli allievi ricevono una formazione generale ed una specialistica in una delle diverse aree, quali comunicazioni, Prefettura (Legislazione marittima e fluviale) Amministrazione marittima, Elettromeccanica, Elettronica, Idrografía, Oceanografia e Sanità navale.

### Perú
In Perù i giovani che hanno compiuto 18 anni di età e hanno ultimato gli studi secondari possono chiedere di essere ammessi a frequentare la "Escuela de grumetes" dove svolgere il loro servizio militare volontario nella Armada del Perù e al termine del servizio essere ammessi a frequentare l'"Instituto Superior Tecnológico Público" per proseguire la propria formazione nella Marina de Guerra del Perú o entrare a far parte di altre istituzioni militari, civili o universitarie.

### Portogallo
Nella Marina Portoghese il grado è articolato su due livelli: Segundo Grumete e Primeiro Grumete.

### Paesi Bassi
Nella Regia Marina olandese il grado dove è il grado più basso della gerarchia militare, il grado è Matroos der 3e klasse e Marinier der 3e klasse nella fanteria di marina omologo al  Soldaat der 3e klasse delle altre forze armate olandesi. Il grado immediatamente superiore è Matroos der 2e klasse e Marinier der 2e klasse nella fanteria di marina.

### Stati Uniti d'America
Negli Stati Uniti, nella US Navy, nella Guardia costiera americana e dei cadetti della US Navy, l'allievo (Apprentice) è il secondo grado più basso della gerarchia, preceduta dal grado di recluta (Recruit), in precedenza denominato marinaio di 2ª classe. 
La qualifica con cui vengono inquadrati nella US Navy varia secondo la specialità, e i distintivi variano secondo quali sono le specialità alla quali appartiene il militare che sono quattro:
- Seaman Recruit (SR)
- Hospitalman Recruit (HR)
- Airman Recruit (AR)
- Fireman Recruit (FR)
- Constructionman Recruit (CR)

Coloro che hanno il grado più basso non hanno alcun distintivo di grado. Il grado successivo a Seaman Apprentice è Seaman (marinaio). Il grado di Seaman Recruit non ha alcuna corrispondenza nella Marina Militare Italiana, mentre i gradi di Seaman Apprentice e Seaman, corrispondono rispettivamente al comune di 2ª classe, al comune di 1ª classe della Marina Militare Italiana.